# Jim Fixx
James Fuller Fixx (New York, 23 de abril de 1932 – Hardwick, 20 de julio de 1984), más conocido como Jim Fixx, fue un escritor estadounidense conocido principalmente por su obra The Complete Book of Running  publicada en 1977 y por ser uno de los precursores del running.